# Фолл, Бернард
Бернард Фолл (англ. Bernard Fall, 11 ноября 1926, Вена, Австрия — 21 февраля 1967, Фу-Бай, Южный Вьетнам) — американо-французский учёный, военный историк, автор выдающихся трудов по истории французской и американской войн во Вьетнаме.

## Ранняя жизнь
Бернард Фолл родился в Вене (Австрия) в семье предпринимателя. В Австрии прошли его детские годы. После аншлюса 1938 года семья, будучи австрийскими евреями, перебралась во Францию, но уже в 1940 году Франция была оккупирована Германией. Отец Фолла, Леон, присоединился к французскому движению Сопротивления. В 1943 году он был схвачен и умер под пытками; мать Фолла (Анна Зелигман) была отправлена в концлагерь Аушвиц, и её дальнейшая судьба неизвестна. После потери родителей Бернард примкнул к движению Сопротивления в Савойе. Он участвовал во многих партизанских операциях и получил опыт, который впоследствии оказался очень ценным. Когда в 1944 году англо-американские войска вторглись во Францию, он вступил в ряды 4-й Марокканской горной дивизии, в которой служил до 1946 года. Во время войны Фолл получил два боевых ранения и французскую Медаль Освобождения.

## Учёба
После окончания войны Фолл некоторое время работал аналитиком на Нюрнбергском процессе, изучая промышленность Круппа. В 1948—1950 годах он учился в университетах Парижа и Мюнхена. Получив Фулбрайтовский грант на обучение, в 1951 году Фолл отправился в США. Там он продолжил своё обучение в Мэрилендском и Сиракьюзском университетах. В это время ещё ничто не говорило о его будущем увлечении: темой его магистрской работы, защищенной в 1952 году, было тайное перевооружение Германии между двумя мировыми войнами. В том же году он посещал школу углубленного международного изучения при университете Джонса Хопкинса (Вашингтон). Здесь ему впервые было предложено изучать тему Индокитая, причем совет был почти случайным. В школе был курс по Индокитаю, и ведущий его профессор Ванденбош заметил, что Фолл мог бы заняться этой темой из-за своих связей с Францией.
Фолл серьёзно подошёл к совету профессора. В 1953 году он на свои деньги совершил поездку в Индокитай, где в это время в полном разгаре была колониальная война, которую Франция вела против повстанцев Вьетминя. Фолл не был праздным наблюдателем: он общался с французскими солдатами и лично побывал на боевых операциях (здесь ему впервые помогло французское гражданство и его служба во французской армии). Он пришёл к выводу, что Франция проиграет эту войну. С этого времени его интересы целиком и полностью были связаны с Индокитаем.

## Военный историк
Вернувшись в США, Бернард Фолл женился на Дороти Уинер (Winer). В 1955 году он стал доктором Сиракузского университета. Некоторое время преподавал в Американском университете. С 1956 года Фолл изучал международные отношения в Говардском университете. В нём он стал профессором (1962) и работал до самой смерти.
Фактически Фолл был первым серьёзным исследователем французской войны в Индокитае, что помогло ему быстро занять место наиболее компетентного эксперта по этому региону. В рамках научной работы он ещё пять раз посещал его (в 1957, 1962, 1965, 1966 и 1967 годах). Получив грант СЕАТО на изучение азиатского коммунизма, он побывал на войне в Лаосе. В 1962 году ему предоставилась возможность (опять благодаря французскому гражданству) взять интервью у Хо Ши Мина и премьер-министра Северного Вьетнама Фам Ван Донга в Ханое. Не ограничиваясь изучением французской войны, Фолл следил за всеми текущими событиями в Северном и Южном Вьетнаме. В 1961 году министерство обороны США вручило ему специальную премию за «неустанные усилия представлять факты и информацию такими, какими они есть, а не такими, какими их хотелось бы видеть». От многих других исследователей и ученых Фолл отличался тем, что во время своих визитов во Вьетнам он ходил на операции с южновьетнамскими и американскими солдатами. Это давало ему взгляд на войну глазами простого солдата со всеми трудностями полевых условий — грязью, пиявками, дизентерией. В своих работах он умело сочетал описание стратегического и оперативного измерений войны с мелкими деталями боевых действий на уровнях до роты. Его собственное партизанское прошлое позволяло ему лучше понимать тактику коммунистических партизан.
Широкую известность Фоллу принесла его вторая книга «Улица без радости», посвященная французской войне во Вьетнаме. В её конце он высказал некоторые мысли относительно американских усилий в Юго-Восточной Азии, которые развил в последующих работах. Фолл в целом поддерживал американское вмешательство во Вьетнаме, считая, что оно поможет Южному Вьетнаму отстоять свою независимость; при этом он не был ярым антикоммунистом, его биографические заметки о Хо Ши Мине выдержаны в дружелюбном тоне. Он очень критически относился к южновьетнамскому режиму Нго Динь Зьема, в результате чего до свержения Зьема в 1963 году был объявлен в Южном Вьетнаме персоной нон грата. По мере развития событий в регионе Фолл видел все больше параллелей между американской и проигрышной французской стратегией, не стесняясь высказывать свою критику в лекциях, статьях и книгах. Фолл открыто говорил, что если Америка продолжит использовать те же методы, которые использовали французы, то неминуемо проиграет. Постепенно его высказывания об американском вмешательстве во Вьетнаме стали настолько пессимистичными, что им заинтересовалось ФБР, заподозрившее в нём французского шпиона. Его даже обвиняли в том, что он чрезмерно критичен к американцам и более мягок к французам. При этом все признавали его крупным специалистом в данной тематике, и значительная часть его работ была высоко оценена.

## Смерть
В последней книге, изданной при его жизни («Ад в очень маленьком месте»), Фолл проанализировал осаду Дьен-Бьен-Фу — решающее сражение французской войны в Индокитае. В начале 1967 года он в очередной раз отбыл в регион — на американскую войну, чтобы собрать материал для следующей книги. 21 февраля 1967 года он находился с подразделением американской морской пехоты, участвовавшим в операции «Chinook II». После окончания небольшой стычки с вьетконговцами Фолл сидел в джипе, диктуя отчет о происходящем на свой магнитофон, когда джип наехал на мину. По иронии судьбы, Бернард Фолл погиб на дороге № 1 южнее Хюэ — в том самом месте, которое французские солдаты назвали «улицей без радости» и которому Фолл посвятил свою лучшую книгу.
У него осталось три дочери. Вдова Дороти Фолл издала его черновые материалы и написала книгу мемуаров «Бернард Фолл: Воспоминания о солдате-ученом» (Bernard Fall: Memories of a Soldier-Scholar)  (2006).

## Оценка деятельности
Работы Бернарда Фолла по истории войны Франции в Индокитае считаются классическими; на них ссылаются практически в любом серьёзном исследовании по данной теме. Ветеран Вьетнама и известный военный журналист полковник Дэвид Хэкворт так сказал об историке: «Бернард Фолл знал страну, врага и природу войны лучше, чем кто-либо еще из числа людей, встреченных мной за время моего долгого участия в войне в Юго-Восточной Азии… Его смерть была огромной трагедией для нашей нации. Он имел силу, знание и способность влиять на политиков, и в тот момент, когда он погиб, он находился на подъеме». Удивительно, но «с другой стороны» Фолл получил не менее уважительную оценку. Генерал Во Нгуен Зиап, бывший главнокомандующий северовьетнамской армией и министр обороны Северного Вьетнама, отметил: «Он был большим другом вьетнамского народа, бойцом, пожертвовавшим собой в борьбе за правду, свободу и мир на нашей Земле, которая так часто бывает неспокойной».

## Книги
Бернард Фолл написал около десятка книг и более 200 статей.
- «Режим Вьетминя: правительство и администрация в Демократической Республике Вьетнам» (The Viet-Minh Regime: Government and Administration in the Democratic Republic of Vietnam) (1954)
- «Улица без радости: Французский разгром в Индокитае» (Street Without Joy: The French Debacle in Indochina) (1961)
- «Два Вьетнама: Политический и военный анализ» (The Two Vietnams: A Political and Military Analysis) (1963)
- «Читатель Вьетнама» (The Vietnam Reader) (1965)
- «Свидетель Вьетнама. 1953—1966» (Vietnam Witness 1953—1966) (1966)
- «Ад в очень маленьком месте: Осада Дьен-Бьен-Фу» (Hell in a Very Small Place: The Siege of Dien Bien Phu) (1966)
- «Последние размышления о войне: Последние комментарии Бернарда Фолла о Вьетнаме» (Last Reflections on a War: Bernard B. Fall's Last Comments on Vietnam) (посмертное издание, 1967)
- «Анатомия кризиса: Лаосский кризис 1960—1961» (Anatomy of a Crisis: The Laotian Crisis of 1960—1961) (посмертное издание, 1969)